# استیون ویزبرگ
استیون ویزبرگ (زادهٔ ۱۶ ژانویهٔ ۱۹۵۵ – درگذشتهٔ ۱۶ اکتبر ۲۰۲۳) تدوین‌گر فیلم اهل ایالات متحده آمریکا بود، که بیشترین همکاری ها را با  کارگردانانی مانند آلفونسو کوارون و بری ساننفلد داشته‌است.

## زندگی شخصی
ویزبرگ که در شهر نیویورک متولد شد، فارغ التحصیل دانشگاه سیراکوز و دانشگاه بینگهمتون بود. او از همسرش، روزنامه‌نگار بریتانیایی، سوزان الیکات، که در سال ۱۹۹۶ با او ازدواج کرد و در سال ۲۰۰۸ از وی جدا شد، دو فرزند داشت. ویزبرگ اولین اعتبار خود را به عنوان دستیار تدوین‌گر در سال ۱۹۸۷، به دست آورد. او در سال ۲۰۱۰ به بیماری آلزایمر زودرس مبتلا شد و به خاطر بیماری، تدوین را کنار گذاشت و آخرین کار تدوین وی، در امید می‌روید بود.

## مرگ
وی در ۱۶ اکتبر ۲۰۲۳، بر اثر عوارض ناشی از آلزایمر، در خانهٔ خود، در لس‌آنجلس درگذشت. وی ۶۸ سال داشت.

## فیلم‌شناسی
- امید می‌روید
- آلبرت نابز
- شکوه صبح
- مادر و فرزند
- فروشگاه عجیب آقای مگوریوم
- مرد سال
- هری پاتر و زندانی آزکابان
- مردان سیاه‌پوش ۲
- پرستار بتی
- پیامی در بطری
- نیمه‌شب ماندگار
- پسر کابلی
- تهیه‌کنندگان[۱]